# Zieria formosa
Zieria formosa är en vinruteväxtart som beskrevs av J.D.Briggs & J.A.Armstr.. Zieria formosa ingår i släktet Zieria och familjen vinruteväxter. Inga underarter finns listade i Catalogue of Life.